# Eyrein
Eyrein (Airent en occitan) est une commune française située dans le département de la Corrèze en région Nouvelle-Aquitaine. Ses habitants sont appelés les  Eyreinais.

## Géographie

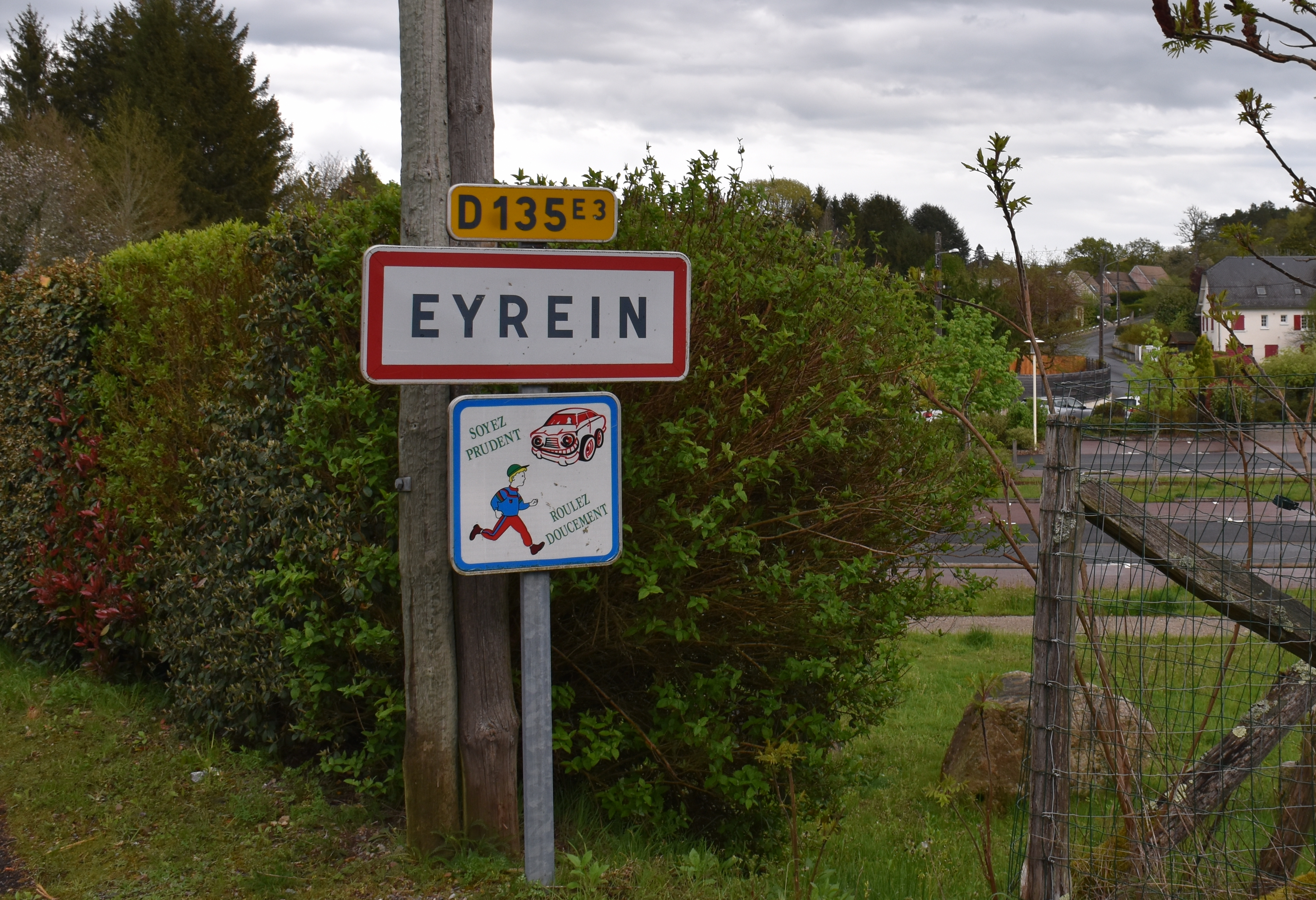
Une entrée de la commune.

Commune située dans le Massif central.

### Communes limitrophes
Les communes limitrophes sont  Champagnac-la-Noaille, Clergoux, Corrèze, Montaignac-sur-Doustre, Rosiers-d'Égletons, Saint-Martial-de-Gimel, Saint-Priest-de-Gimel et Vitrac-sur-Montane.

### Climat
Pour des articles plus généraux, voir Climat de la Nouvelle-Aquitaine et Climat de la Corrèze.
Historiquement, la commune est exposée à un climat montagnard.  
En 2020, Météo-France publie une typologie des climats de la France métropolitaine dans laquelle la commune est exposée à un climat de montagne et est dans la région climatique  Ouest et nord-ouest du Massif Central, caractérisée par une pluviométrie annuelle de 900 à 1 500 mm, maximale en automne et en hiver.
Pour la période 1971-2000, la température annuelle moyenne est de 10 °C, avec  une amplitude thermique annuelle de 14,8 °C. Le cumul annuel moyen de précipitations est de 1 364 mm, avec 14,4 jours de précipitations en janvier et 8,3 jours en juillet. Pour la période 1991-2020, la température moyenne annuelle observée sur la station météorologique la plus proche, située sur la commune de Marcillac-la-Croisille à 10 km à vol d'oiseau, est de 10,8 °C et le cumul annuel moyen de précipitations est de 1 318,8 mm,. Pour l'avenir, les paramètres climatiques de la commune estimés pour 2050 selon différents scénarios d’émission de gaz à effet de serre sont consultables sur un site dédié publié par Météo-France en novembre 2022.

## Urbanisme

### Typologie
Au 1er janvier 2024, Eyrein est catégorisée commune rurale à habitat très dispersé, selon la nouvelle grille communale de densité à 7 niveaux définie par l'Insee en 2022.
Elle est située hors unité urbaine. Par ailleurs la commune fait partie de l'aire d'attraction de Tulle, dont elle est une commune de la couronne,. Cette aire, qui regroupe 43 communes, est catégorisée dans les aires de moins de 50 000 habitants,.

### Occupation des sols
L'occupation des sols de la commune, telle qu'elle ressort de la base de données européenne d’occupation biophysique des sols Corine Land Cover (CLC), est marquée par l'importance des forêts et milieux semi-naturels (67,5 % en 2018), en diminution par rapport à 1990 (69,7 %). La répartition détaillée en 2018 est la suivante : 
forêts (65,3 %), prairies (15,4 %), zones agricoles hétérogènes (13 %), zones industrielles ou commerciales et réseaux de communication (2,6 %), milieux à végétation arbustive et/ou herbacée (2,2 %), zones urbanisées (1,5 %).
L'évolution de l’occupation des sols de la commune et de ses infrastructures peut être observée sur les différentes représentations cartographiques du territoire : la carte de Cassini (XVIIIe siècle), la carte d'état-major (1820-1866) et les cartes ou photos aériennes de l'IGN pour la période actuelle (1950 à aujourd'hui).

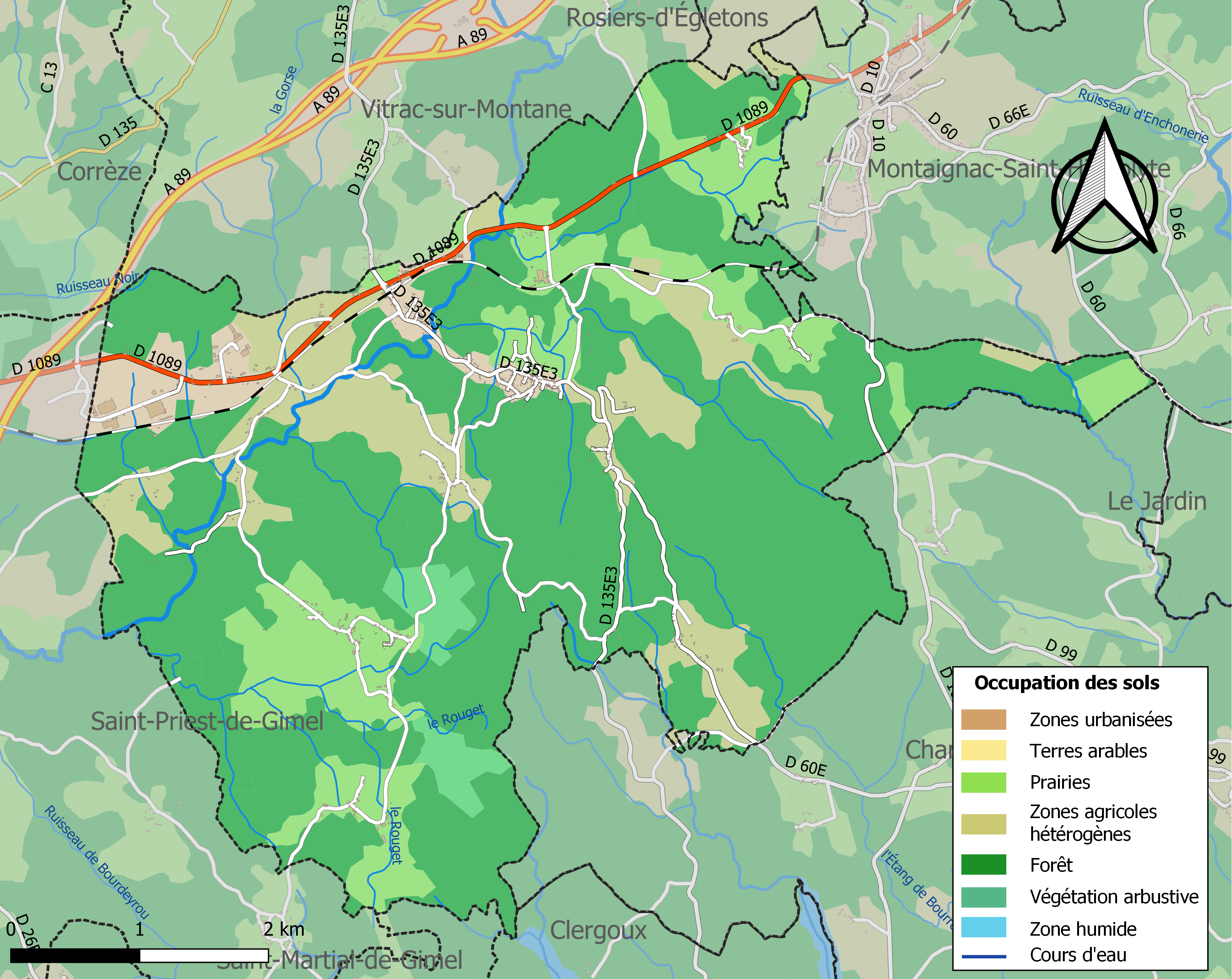
Carte des infrastructures et de l'occupation des sols de la commune en 2018 (CLC).

### Risques majeurs
Le territoire de la commune d'Eyrein est vulnérable à différents aléas naturels : météorologiques (tempête, orage, neige, grand froid, canicule ou sécheresse), feux de forêts, mouvements de terrains et séisme (sismicité très faible). Il est également exposé à deux risques particuliers : le risque minier et le risque de radon. Un site publié par le BRGM permet d'évaluer simplement et rapidement les risques d'un bien localisé soit par son adresse soit par le numéro de sa parcelle.

#### Risques naturels

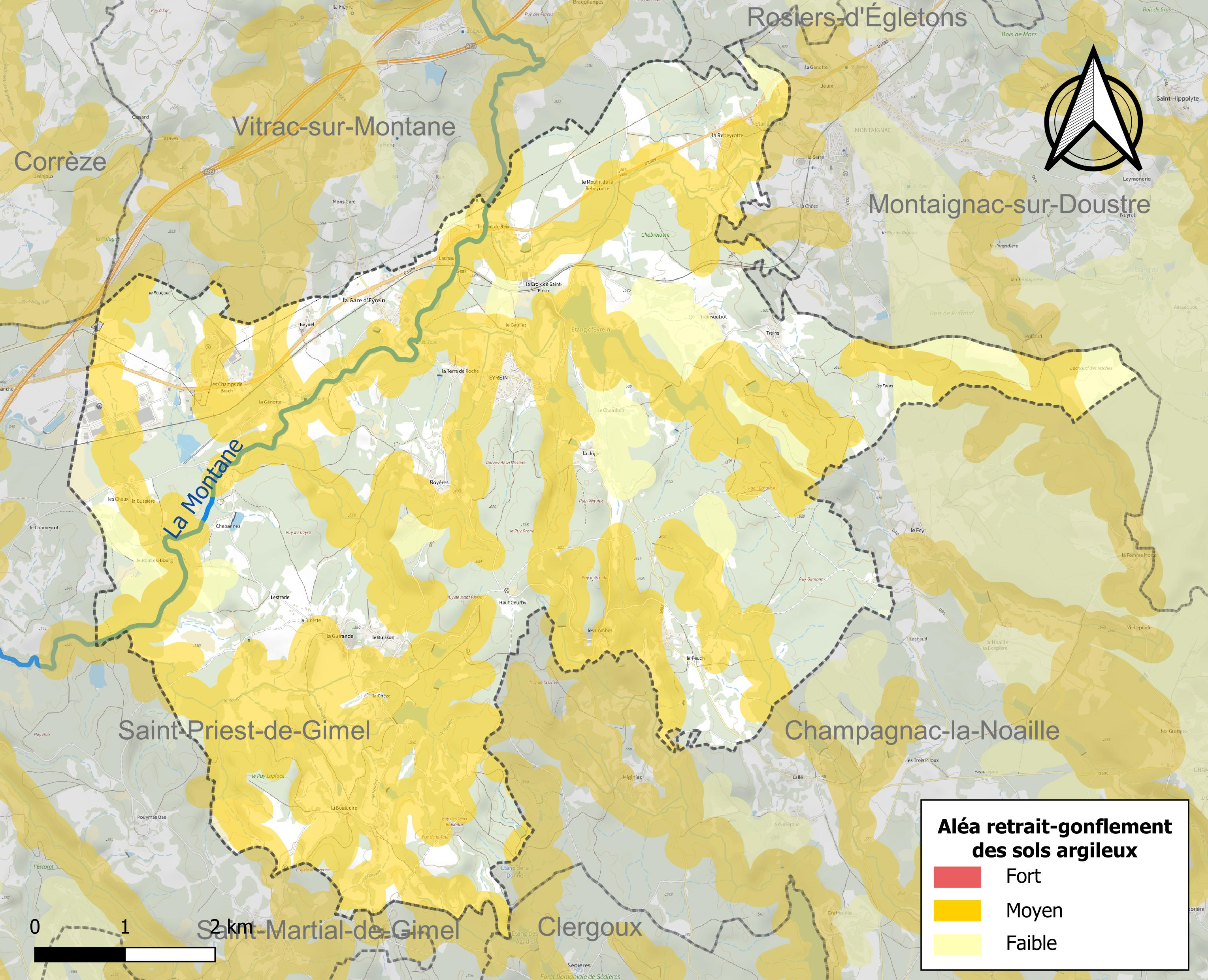
Carte des zones d'aléa retrait-gonflement des sols argileux d'Eyrein.

La commune est vulnérable au risque de mouvements de terrains constitué principalement du retrait-gonflement des sols argileux. Cet aléa est susceptible d'engendrer des dommages importants aux bâtiments en cas d’alternance de périodes de sécheresse et de pluie. 52,3 % de la superficie communale est en aléa moyen ou fort (26,8 % au niveau départemental et 48,5 % au niveau national). Sur les 323 bâtiments dénombrés sur la commune en 2019,  138 sont en aléa moyen ou fort, soit 43 %, à comparer aux 36 % au niveau départemental et 54 % au niveau national. Une cartographie de l'exposition du territoire national au retrait gonflement des sols argileux est disponible sur le site du BRGM,.
Concernant les feux de forêt, aucun plan de prévention des risques incendie de forêt (PPRIF) n’a été établi en Corrèze, néanmoins le code de l’urbanisme impose la prise en compte des risques dans les documents d’urbanisme. Le périmètre des servitudes d'utilité publique et des zones d'obligation légale de débroussaillement pour les particuliers est quant à lui défini pour la commune dans une carte dédiée. 

#### Risques particuliers
La commune est  concernée par le risque minier, principalement lié à l’évolution des cavités souterraines laissées à l’abandon et sans entretien après l’exploitation de mines. 
Dans plusieurs parties du territoire national, le radon, accumulé dans certains logements ou autres locaux, peut constituer une source significative d’exposition de la population aux rayonnements ionisants. Certaines communes du département sont concernées par le risque radon à un niveau plus ou moins élevé. Selon la classification de 2018, la commune d'Eyrein est classée en zone 3, à savoir zone à potentiel radon significatif. 

## Économie et industrie
- l'entreprise Borgwarner (implantée à Eyrein depuis Tulle en 2007), équipementier automobile (composants de boîtes de vitesse), 368 p.[20]

## Politique et administration

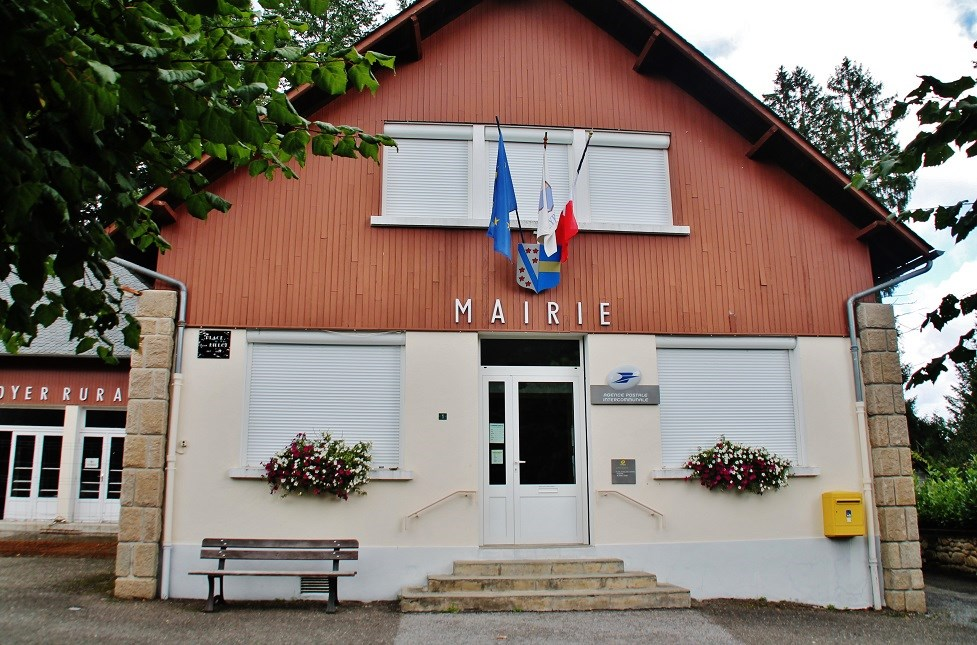
Mairie d'Eyrein.

| Période   | Période                | Identité             | Étiquette     | Qualité              |
| --------- | ---------------------- | -------------------- | ------------- | -------------------- |
| 1792      |                        | L. Marrel            |               |                      |
|           | 1826                   | Jean-Baptiste Nogier |               |                      |
| 1968      | mars 1983              | L. Boudrie           |               |                      |
| mars 1983 | 1987                   | E. Agnoux            |               |                      |
| 1987      | juin 1995              | M. Morena            |               |                      |
| juin 1995 | 1999                   | Jean Leygonie        | PCF           |                      |
| 1999      | 2001                   | J-F. Val             |               |                      |
| mars 2001 | 2008                   | André Lescure        |               |                      |
| mars 2008 | 2014                   | Jacques Cenut        | Apparenté PCF |                      |
| mars 2014 | 2020                   | André Lescure        |               |                      |
| mai 2020  | avril 2024 (démission) | Jean-François Salles |               | Agriculteur retraité |
|           | En cours               |                      |               |                      |

## Démographie
L'évolution du nombre d'habitants est connue à travers les recensements de la population effectués dans la commune depuis 1793. Pour les communes de moins de 10 000 habitants, une enquête de recensement portant sur toute la population est réalisée tous les cinq ans, les populations de référence des années intermédiaires étant quant à elles estimées par interpolation ou extrapolation. Pour la commune, le premier recensement exhaustif entrant dans le cadre du nouveau dispositif a été réalisé en 2004.

En 2022, la commune comptait 510 habitants, en évolution de +2,62 % par rapport à 2016 (Corrèze : −0,59 %, France hors Mayotte : +2,11 %).
| 1793 | 1800 | 1806 | 1821 | 1831 | 1836 | 1841 | 1846 | 1851 |
| ---- | ---- | ---- | ---- | ---- | ---- | ---- | ---- | ---- |
| 591  | 470  | 541  | 565  | 702  | 660  | 664  | 777  | 755  |

| 1856 | 1861 | 1866 | 1872 | 1876 | 1881 | 1886 | 1891 | 1896 |
| ---- | ---- | ---- | ---- | ---- | ---- | ---- | ---- | ---- |
| 744  | 710  | 693  | 623  | 775  | 741  | 761  | 763  | 778  |

| 1901 | 1906 | 1911 | 1921 | 1926 | 1931 | 1936 | 1946 | 1954 |
| ---- | ---- | ---- | ---- | ---- | ---- | ---- | ---- | ---- |
| 805  | 801  | 811  | 736  | 687  | 687  | 700  | 741  | 665  |

| 1962 | 1968 | 1975 | 1982 | 1990 | 1999 | 2004 | 2006 | 2009 |
| ---- | ---- | ---- | ---- | ---- | ---- | ---- | ---- | ---- |
| 641  | 642  | 602  | 559  | 513  | 482  | 510  | 511  | 519  |

| 2014 | 2019 | 2022 | - | - | - | - | - | - |
| ---- | ---- | ---- | - | - | - | - | - | - |
| 496  | 506  | 510  | - | - | - | - | - | - |

## Lieux et monuments

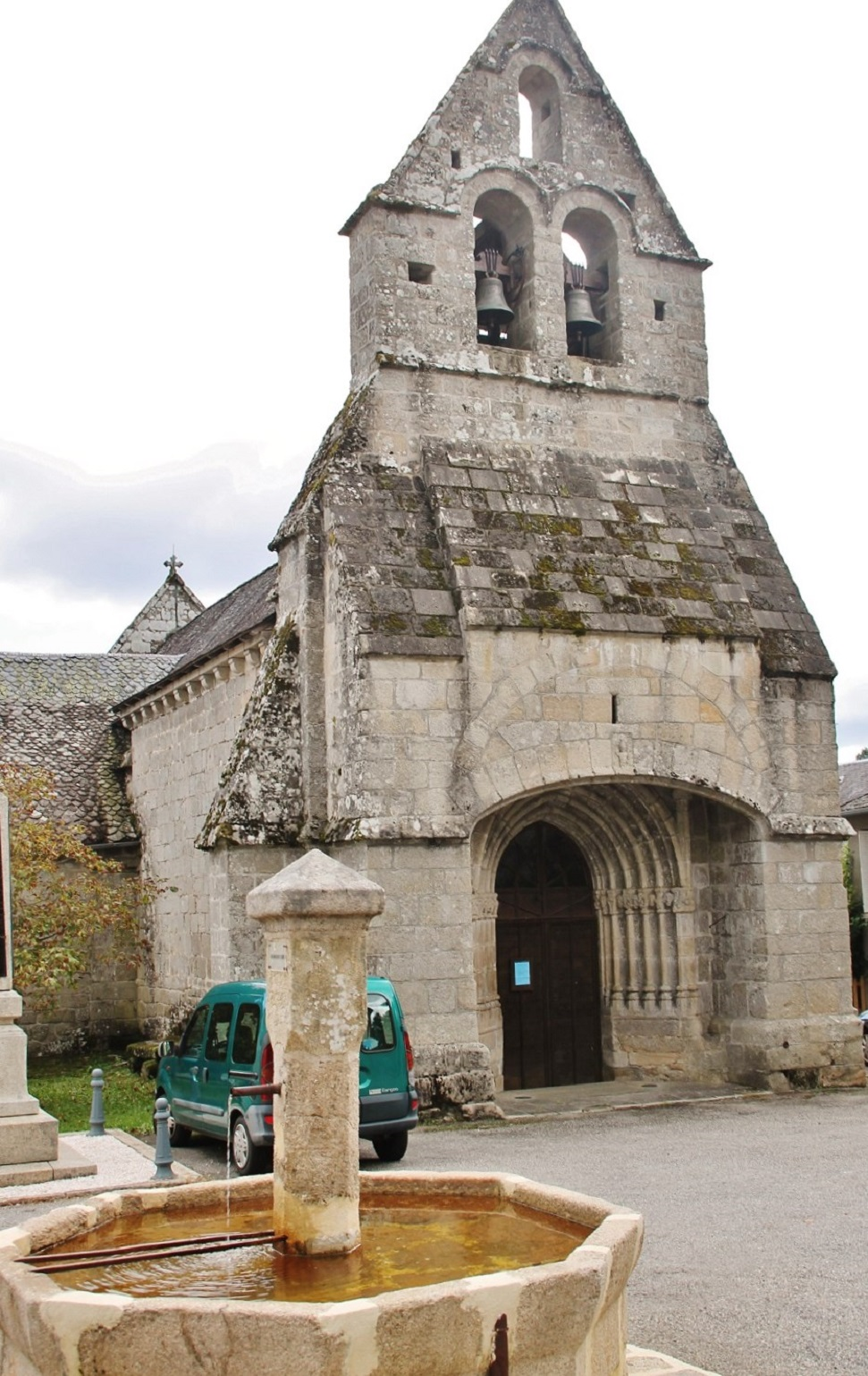
L'église Saint-Pierre d'Eyrein.

- L'église paroissiale Saint-Pierre, classée monument historique en 1913[26].

## Personnalités liées à la commune
- Guillaume de La Jugie (1317-1374), cardinal, neveu du pape Clément VI
- Son frère Pierre de La Jugie (1319-1316), archevêque de Saragosse, Narbonne et Rouen, puis cardinal

## Héraldique
| Blason de Eyrein | Blason  | Parti : au 1er d'argent à la bande d'azur accompagnée de six roses de gueules posées en orle, au 2e d'azur à la fasce d'or. |
| Blason de Eyrein | Détails | Le statut officiel du blason reste à déterminer.                                                                            |